# Dolichopoda araneiformis
Dolichopoda araneiformis is een rechtvleugelig insect uit de familie grottensprinkhanen (Rhaphidophoridae). De wetenschappelijke naam van deze soort is voor het eerst geldig gepubliceerd in 1838 door Burmeister.
1. ↑  (en) Dolichopoda araneiformis op de IUCN Red List of Threatened Species.